# Junior Eurovision Song Contest 2009
La settima edizione del Junior Eurovision Song Contest si è svolta il 21 novembre 2009 presso il Palazzo dello Sport di Kiev, in Ucraina.
Il concorso si è articolato in un'unica finale condotta da Ani Lorak, Timur Mirošnyčenko e Dmytro Borodin, ed è stato trasmesso in 16 paesi (inclusa l'Australia). La durata totale del concorso è stata di 2 ore.
In questa edizione la Svezia ha confermato il suo ritorno, mentre la Bulgaria, la Grecia e la Lituania hanno annunciato il proprio ritiro.
Il vincitore è stato Ralf Mackenbach per i Paesi Bassi con Click Clack.

## Organizzazione
Come è già accaduto nell'edizioni precedenti, l'Unione europea di radiodiffusione (UER), ha annunciato che sarebbero state le emittenti interessate a presentare una candidatura per organizzare la manifestazione.
Il 6 giugno 2008, è stato annunciato che l'Ucraina con l'emittente nazionale NTU avrebbe avuto l'onore di organizzare la manifestazione, battendo le candidature della Bielorussia (BTRC) e quella della Serbia (RTS). Originariamente anche la Svezia si candidò per ospitare l'evento, ma successivamente nell'estate del 2007 si ritirò.
Nell'autunno del 2009 la parlamentare Hanna Herman ha richiesto l'intervento del primo ministro ucraino Julija Tymošenko, riguardo alla cancellazione dell'evento a causa dell'aggravarsi della pandemia influenzale suina del 2009-2010 in Ucraina. Tuttavia, il 12 novembre 2009, il vice primo ministro Ivan Vasjunik ha confermato che l'evento non sarebbe stato né cancellato né rinviato.

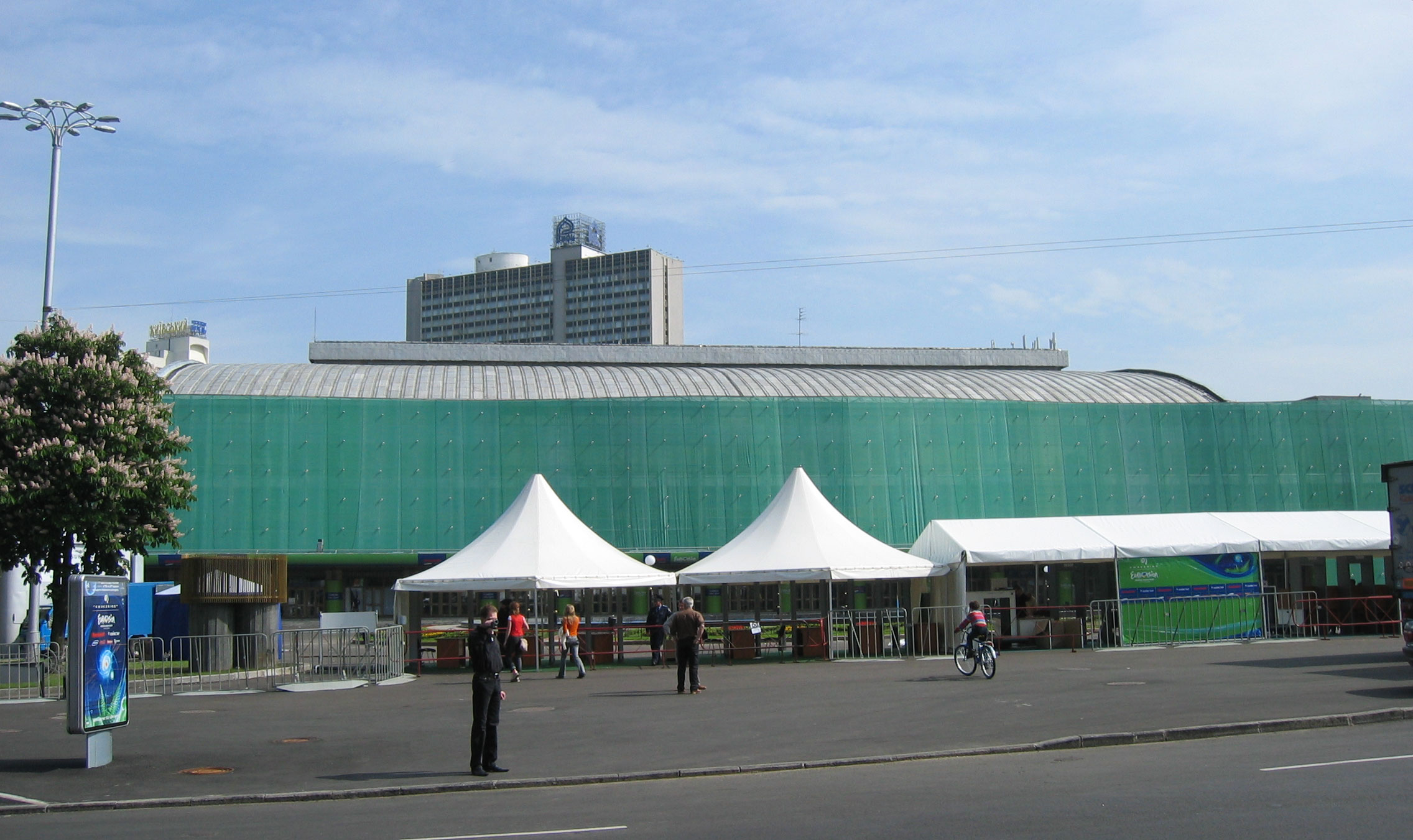
Il Palazzo dello Sport, sede del Junior Eurovision Song Contest 2009.

### Scelta della sede
Subito dopo la conferma dell'organizzazione, NTU confermò che la sede sarebbe stata il Palazzo dello Sport, già sede dell'edizione 2005 dell'Eurovision Song Contest.

### Slogan e logo
L'11 agosto 2009 l'emittente NTU ha reso noto lo slogan e il logo di questa edizione.
Lo slogan di questa edizione è For the Joy of People.
Il logo di questa edizione è una rappresentazione di un albero stilizzato con tre facce sorridenti. Il logo prende spunto dall'opera Sunflower of Life dell'artista folkloristica Marija Prymačenko, e su cui successivamente è stato preso come riferimento anche per la creazione della scenografia.

### Presentatori
I presentatori incaricati di condurre l'evento sono stati: Ani Lorak, Timur Mirošnyčenko e Dmytro Borodin.
- Ani Lorak è una cantante ucraina, conosciuta per aver rappresentato il paese all'Eurovision Song Contest 2008 classificandosi seconda.
- Timur Mirošnyčenko è un presentatore televisivo, noto per essere il commentare dell'Ucraina a partire dal Junior Eurovision Song Contest 2005.
- Dmytro Borodin è un cantante ucraino, conosciuto per aver preso parte al Nacvidbir, processo nazionale dell'Ucraina al Junior Eurovision Song Contest.

## Stati partecipanti

Stati partecipanti
Stati che hanno partecipato in passato ma non nel 2009

Stati partecipanti
     Stati che hanno partecipato in passato ma non nel 2009
| Stato                   | Artista             | Brano                         | Lingua             | Processo di selezione                                   |
| ----------------------- | ------------------- | ----------------------------- | ------------------ | ------------------------------------------------------- |
| Armenia                 | Luara Hayrapetyan   | Barcelona                     | Armeno             | Junior Eurosong 2009, 11 luglio 2009                    |
| Belgio                  | Laura Omloop        | Zo verliefd (Yodelo)          | Olandese           | Junior Eurosong, 26 settembre 2009                      |
| Bielorussia             | Jur'ij Dzemidovič   | Volšebnyj krolik              | Russo              | Junior Eurosong, 10 settembre 2009                      |
| Cipro                   | Rafaela Kōsta       | Thalassa, īlios, aeras, fōtia | Greco              | Ethnikos Telikos 2009, 3 ottobre 2009                   |
| Georgia                 | Princesses          | Lurji prinveli                | Georgiano, inglese | Junior Eurovision 2009, 26 settembre 2009               |
| Macedonia               | Sara Markoska       | Za ljubovta                   | Macedone           | Junior EuroSong 2009                                    |
| Malta                   | Francesca & Mikaela | Double Trouble                | Inglese            | Junior Eurosong 2009                                    |
| Paesi Bassi             | Ralf Mackenbach     | Click Clack                   | Olandese, inglese  | Junior Songfestival 2009, 3 ottobre 2009                |
| Romania                 | Ioana Bianca Anuţa  | Ai puterea în mâna ta         | Rumeno             | Selecţia Naţională Eurovision Junior 2009               |
| Russia                  | Ekaterina Rjabova   | Malen'kij prints              | Russo              | Junior EuroSong 2009, 31 maggio 2009                    |
| Serbia                  | Ništa Lično         | Onaj pravi                    | Serbo              | Izbor za dečju pesmu Evrovizije 2009, 19 settembre 2009 |
| Svezia                  | Mimmi Sandén        | Du                            | Svedese            | Interno, 27 settembre 2009                              |
| Ucraina (organizzatore) | Andranik Aleksanjan | Try topoli, try surmy         | Ucraino            | Nacvidbir 2009, 14 giugno 2009                          |

## L'evento
La manifestazione si è svolta il 21 novembre 2009 alle 20:15 CET; vi hanno gareggiato 13 paesi.
Nell'Interval Act si sono esibiti Karyna Rudnyts'ka e Jurij Kuzyns'kyj con una coreografia acrobatica durante la sfilata delle bandiere ed Ani Lorak che ha cantato Shady Lady.
| Nº | Stato       | Artista             | Brano                         | Punti | Posizione |
| -- | ----------- | ------------------- | ----------------------------- | ----- | --------- |
| 1  | Svezia      | Mimmi Sandén        | Du                            | 68    | 6         |
| 2  | Russia      | Ekaterina Rjabova   | Malen'kij prints              | 116   | 3         |
| 3  | Armenia     | Luara Hayrapetyan   | Barcelona                     | 116   | 2         |
| 4  | Romania     | Ioana Bianca Anuţa  | Ai puterea în mâna ta         | 19    | 13        |
| 5  | Serbia      | Ništa lično         | Onaj pravi                    | 34    | 10        |
| 6  | Georgia     | Princesses          | Lurji prinveli                | 68    | 7         |
| 7  | Paesi Bassi | Ralf Mackenbach     | Click Clack                   | 121   | 1         |
| 8  | Cipro       | Rafaela Kōsta       | Thalassa, īlios, aeras, fōtia | 32    | 11        |
| 9  | Malta       | Francesca & Mikaela | Double Trouble                | 55    | 8         |
| 10 | Ucraina     | Andranik Aleksanjan | Try topoli, try surmy         | 89    | 5         |
| 11 | Belgio      | Laura Omloop        | Zo verliefd (Yodelo)          | 113   | 4         |
| 12 | Bielorussia | Jur'ij Dzemidovič   | Volšebnyj krolik              | 48    | 9         |
| 13 | Macedonia   | Sara Markoska       | Za ljubovta                   | 31    | 12        |

12 punti
| N. | A           | Da                                    |
| -- | ----------- | ------------------------------------- |
| 4  | Belgio      | Macedonia, Malta, Paesi Bassi, Serbia |
| 3  | Armenia     | Cipro, Georgia, Russia                |
| 3  | Paesi Bassi | Belgio, Romania, Svezia               |
| 2  | Russia      | Bielorussia, Ucraina                  |
| 1  | Ucraina     | Armenia                               |

## Portavoce
- Svezia: Elise Mattison
- Russia: Filipp Masurov
- Armenia: Razmik Arghajanyan
- Romania: Iulia Ciobanu (Portavoce nella scorsa edizione)
- Serbia: Nevena Božović (Rappresentante dello Stato al Junior Eurovision Song Contest 2007)
- Georgia: Ana Davitaia
- Paesi Bassi: Marissa (Rappresentante dello Stato al Junior Eurovision Song Contest 2008)
- Cipro: Giōrgos Iōannidīs (Rappresentante dello Stato al Junior Eurovision Song Contest 2007)
- Malta: Daniel Testa (Rappresentante dello Stato al Junior Eurovision Song Contest 2008)
- Ucraina: Marietta
- Belgio: Oliver (Rappresentante dello Stato al Junior Eurovision Song Contest 2008)
- Bielorussia: Arina Aleškevič
- Macedonia: Jovana Krstevska

## Trasmissione dell'evento e commentatori

### Televisione e radio
| Paese                | Emittente | Stazione        | Commentatori                 | Note          |
| -------------------- | --------- | --------------- | ---------------------------- | ------------- |
| Armenia              | ARMTV     | ARMTV           | Gohar Gasparyan              |               |
| Australia            | SBS       | SBS Television  | Sconosciuto                  | [ 10 ]        |
| Azerbaigian          | İTV       | İctimai TV      | Sconosciuto                  | [ 11 ]        |
| Belgio               | VRT       | Één             | Kristien Maes Ben Roelants   |               |
| Bielorussia          | BTRC      | Belarus 1       | Denis Kur'jan                |               |
| Bosnia ed Erzegovina | BHRT      | BHT1            | Dejan Kukrić                 | [ 12 ] [ 13 ] |
| Cipro                | CyBC      | CyBC 1 CyBC Sat | Kyriakos Pastidīs            |               |
| Georgia              | GPB       | 1TV             | Sophia Avtunashvili          |               |
| Macedonia            | MRT       | MTV 1 MKTV Sat  | Dime Dimitrovski             |               |
| Malta                | PBS       | TVM             | Valerie Vella                |               |
| Paesi Bassi          | AVRO      | AVRO            | Sipke Jan Bousema            |               |
| Romania              | TVR       | TVR1 TVRi       | Ioana Isopecu Alexandru Nagy |               |
| Russia               | VGTRK     | Rossija 1       | Ol'ga Šelest                 |               |
| Serbia               | RTS       | RTS2 RTS Sat    | Duška Vučinić-Lučić          |               |
| Svezia               | TV4       | TV4             | Johanna Karlsson             |               |
| Ucraina              | NTU       | NTU             | Marija Orlova                |               |

### Streaming
| Paese | Piattaforma |
| ----- | ----------- |
| Mondo | Octoshape   |

## Stati non partecipanti
- Bulgaria: l'emittente BNT ha annunciato il ritiro dalla manifestazione a causa degli scarsi conseguiti.
- Grecia: dopo cinque anni di partecipazione, ERT ha annunciato il ritiro per il poco interesse che la manifestazione ha riscosso nel paese oltre ad un'obiezione interna riguardo all'utilizzo dei bambini nel concorso.
- Lituania: l'emittente LRT ha annunciato il ritiro dal concorso a causa dei problemi finanziari.